# Montsec
Montsec ist eine französische Gemeinde mit 76 Einwohnern (Stand: 1. Januar 2022) im Département Meuse in der Region Grand Est (bis 2015 Lothringen). Sie gehört zum Arrondissement Commercy und zum Kanton Saint-Mihiel. Die Einwohner werden Montséchois genannt.

## Geografie
Montsec liegt etwa 38 Kilometer südsüdöstlich von Verdun. Das Gemeindegebiet ist Teil des Regionalen Naturparks Lothringen. Umgeben wird Montsec von den Nachbargemeinden Buxières-sous-les-Côtes im Westen und Norden, Richecourt im Nordosten und Osten, Xivray-et-Marvoisin im Süden sowie Loupmont im Südwesten.
An der nördlichen Gemeindegrenze liegt der Stausee Lac de Madine, der vom gleichnamigen Fluss Madine gespeist wird.

## Bevölkerungsentwicklung
| Jahr                       | 1962 | 1968 | 1975 | 1982 | 1990 | 1999 | 2006 | 2011 | 2019 |
| Einwohner                  | 106  | 89   | 86   | 65   | 60   | 68   | 73   | 97   | 81   |
| Quellen: Cassini und INSEE |      |      |      |      |      |      |      |      |      |

## Sehenswürdigkeiten
- Kirche Sainte-Lucie
- Amerikanisches Ehrenmal auf dem Hügel von Montsec, seit 1975 Monument historique

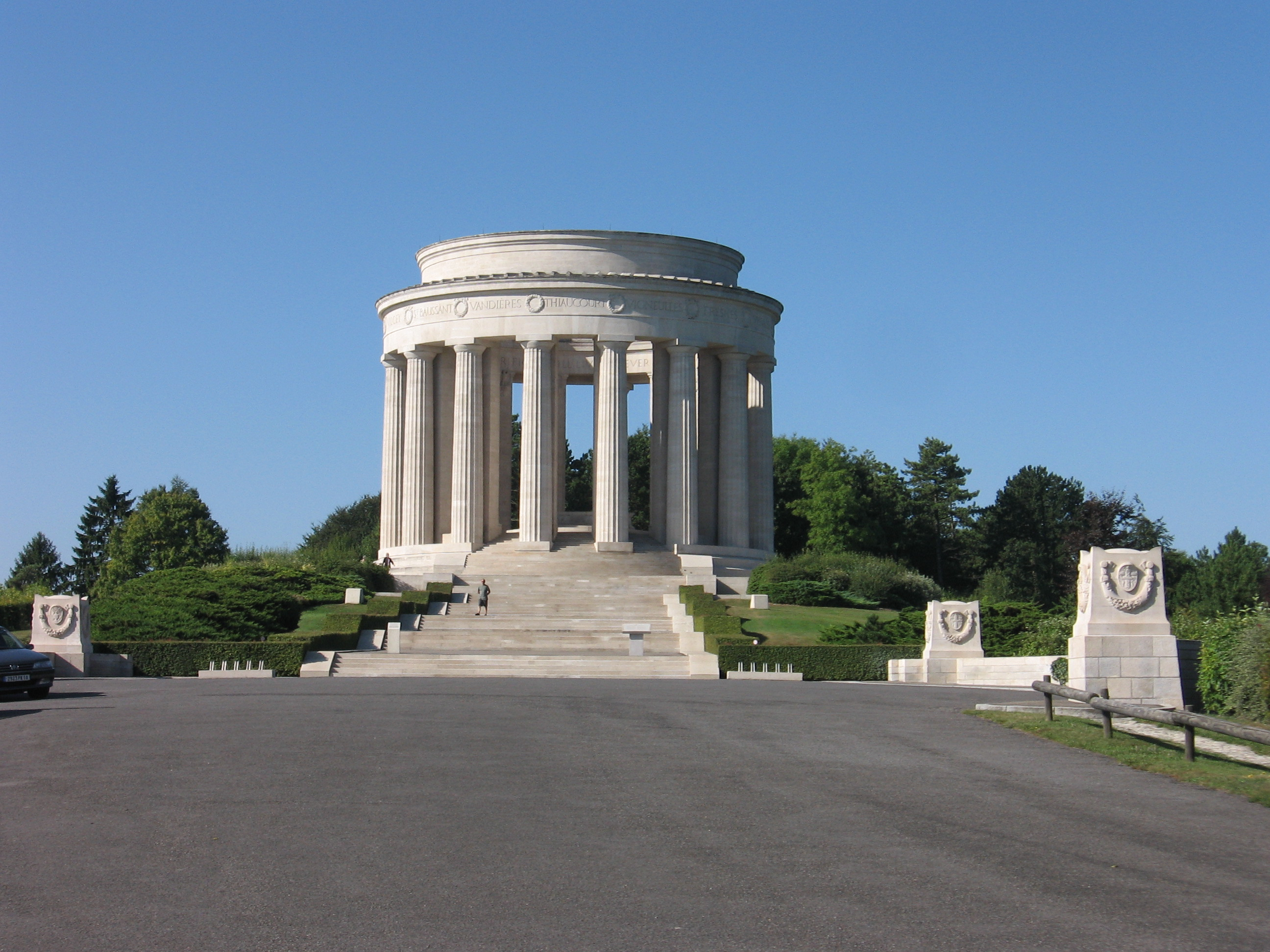
Amerikanisches Ehrenmal